# رأس درداس
رأس درداس هو أحد رؤوس الساحل الشرقي للبلاد التونسية، وهو يقع على الساحل الشمالي الغربي لشبه جزيرة الوطن القبلي، شمال مدينة قربص.